# Ковзанярський спорт на зимових Олімпійських іграх 1960
Змагання з ковзанярського спорту на зимових Олімпійських іграх 1960 проходили в Скво-Веллі, Каліфорнія на висоті 1890 м над рівнем моря на спеціально до цих ігор збудованій високогірній «Олімпійській ковзанці Скво-Веллі», яка являла собою розташований на природному просторі овал з штучним льодом. Вперше ковзанярі змагалися на Олімпіаді на ковзанці з штучним льодом. Вперше до програми Зимових Олімпійських ігор були включені змагання жінок з ковзанярського спорту.
Змагання пройшли з 20 лютого по 23 лютого у жінок та з 24 по 27 лютого у чоловіків.
У змаганнях взяли участь 103 спортсмени (73 чоловіка і 30 жінок) з 17 країн. У рамках змагань було розіграно 8 комплектів нагород.
За кількістю отриманих медалей різного ґатунку всіх обійшли ковзанярі збірної СРСР. По дві золоті медалі виграли Лідія Скобликова і Євген Грішин. Борис Стенін, який завоював бронзову нагороду на дистанції 1500 м, і Валентина Стеніна, яка виграла срібну медаль на дистанції 3000 м, стали першою подружньою парою, яка завоювала нагороди в ковзанярському спорті на Зимових Олімпійських іграх. На дистанції 10000 м у чоловіків і на дистанції 1500 м у жінок було оновлено світові рекорди. Євген Грішин на дистанції 500 м у чоловіків повторив свій же світовий рекорд.

## Розклад
| День   | Дата      | Змагання                 |
| ------ | --------- | ------------------------ |
| День 1 | 20 лютого | 500 метрів (жінки)       |
| День 2 | 21 лютого | 1500 метрів (жінки)      |
| День 3 | 22 лютого | 1000 метрів (жінки)      |
| День 4 | 23 лютого | 3000 метрів (жінки)      |
| День 5 | 24 лютого | 500 метрів (чоловіки)    |
| День 6 | 25 лютого | 5000 метрів (чоловіки)   |
| День 7 | 26 лютого | 1500 метрів (чоловіки)   |
| День 8 | 27 лютого | 10 000 метрів (чоловіки) |

## Країни—учасниці
| - - Австралія (2) - Австрія (2) - Велика Британія (2) - Данія (1) - Італія (3) - Канада (5) - Нідерланди (5) - Норвегія (6) - Об'єднана німецька команда (12) | - - Південна Корея (5) - Польща (2) - СРСР (16) - США (15) - Фінляндія (7) - Франція (3) - Швеція (9) - Японія (8) |

В дужках вказана кількість спортсменів від країни.

## Таблиця медалей
| Місце | Країна                           | Золото | Срібло | Бронза | Загалом |
| ----- | -------------------------------- | ------ | ------ | ------ | ------- |
| 1     | СРСР (URS)                       | 6      | 3      | 3      | 12      |
| 2     | Норвегія (NOR)                   | 2      | 1      | 0      | 3       |
| 3     | Об'єднана німецька команда (EUA) | 1      | 1      | 0      | 2       |
| 4     | США (USA)                        | 0      | 1      | 1      | 2       |
| 4     | Польща (POL)                     | 0      | 1      | 1      | 2       |
| 6     | Нідерланди (NED)                 | 0      | 0      | 1      | 1       |
| 6     | Фінляндія (FIN)                  | 0      | 0      | 1      | 1       |
| 6     | Швеція (SWE)                     | 0      | 0      | 1      | 1       |
|       | Усього                           | 9      | 7      | 8      | 24      |

## Чемпіони та медалісти
| Дисципліна             | Золото                                    | Срібло                                    | Бронза                   |
| Чоловіки: 500 метрів   | Євген Грішин · СРСР                       | Білл Дісней · США                         | Рафаель Грач · СРСР      |
| Чоловіки: 1500 метрів  | Роальд Ос · Норвегія Євген Грішин · СРСР  | —                                         | Борис Стенін · СРСР      |
| Чоловіки: 5000 метрів  | Віктор Косичкін · СРСР                    | Кнут Йоганнесен · Норвегія                | Ян Песман · Нідерланди   |
| Чоловіки: 10000 метрів | Кнут Йоганнесен · Норвегія                | Віктор Косичкін · СРСР                    | Челль Бакман · Швеція    |
| Жінки: 500 метрів      | Хельга Гаасе · Об'єднана німецька команда | Наталія Донченко · СРСР                   | Джинн Ешворт · США       |
| Жінки: 1000 м          | Клара Гусєва · СРСР                       | Хельга Гаасе · Об'єднана німецька команда | Тамара Рилова · СРСР     |
| Жінки: 1500 метрів     | Лідія Скобликова · СРСР                   | Ельвіра Серочинська · Польща              | Гелена Пілейчик · Польща |
| Жінки: 3000 метрів     | Лідія Скобликова · СРСР                   | Валентина Стеніна · СРСР                  | Еві Гуттунен · Фінляндія |